# فلوریان مایر
فلوریان مایر (به آلمانی: Florian Mayer) (زاده ۵ اکتبر ۱۹۸۳ - بایرویت) تنیس‌باز اهل کشور آلمان است.
مایر در مسابقات بین‌المللی مهمی شرکت کرده است که می‌توان به صعود وی به مرحله یک چهارم نهایی مسابقات تنیس آزاد ویمبلدون اشاره کرد، بهترین رتبه وی در رتبه‌بندی جهانی تنیس ۱۸ (۱۶ ژوئن ۲۰۱۱) بوده است.